# Olga Fernández
Olga Fernández Valdés (La Habana, Cuba) es una escritora, profesora y periodista cubana, licenciada en Historia y Periodismo por la Universidad de La Habana. Es conocida por sus cuentos y libros para jóvenes, por los que ha recibido varios galardones. Reside en Ecuador.

## Biografía
Olga Fernández Valdés es licenciada en Historia y en Periodismo por la Universidad de La Habana. Posteriormente obtuvo un doctorado en Literatura por la Pontificia Universidad Católica del Ecuador.
Comenzó su carrera de periodista como redactora jefa de la revista Alma Mater, de la Universidad de La Habana. Durante varios años trabajó como periodista en la revista Cuba Internacional  de  la agencia latinoamericana de noticias Prensa Latina (1973-1983) realizando reportajes y entrevistas en varios países de Europa. Sus ensayos y artículos aparecieron en revistas especializadas y diarios de Cuba y de otros países. Fue colaboradora habitual del semanario El País Cultural, del diario El País, de Montevideo, Uruguay. En Ecuador, sus artículos y crónicas han aparecido en las revistas Diners, Cultura (publicada por el Banco Central del Ecuador), Eskeletra y Chasqui (CIESPAL).
Entre 1983 y 1992 fue editora especializada en la editorial de publicaciones en lenguas extranjeras José Martí, en La Habana y también llevó a cabo investigaciones sobre la obra periodística de José Martí en el Centro de Estudios Martianos.
En 1993 viajó con su esposo, el también escritor y periodista Agenor Martí y sus dos hijos, a Uruguay y, posteriormente, a Quito, Ecuador, donde actualmente tiene su residencia. En Quito ha sido profesora de Lengua y de Literatura en la Universidad de San Francisco, en la Pontificia Universidad Católica del Ecuador, en la Universidad de los Hemisferios y en  la Universidad de las Américas, donde actualmente  es profesora de Lenguaje y Comunicación, y de Redacción académica.

## Obra
Ha publicado 22 libros, en géneros que abarcan la literatura infantil y juvenil, el cuento, el ensayo, el periodismo, y las técnicas de comunicación lingüística. Varios de sus cuentos han sido incluidos en diversas antologías cubanas y extranjeras.
Su primer libro fue el relato histórico para jóvenes Dos días con el general Antonio, publicado en  1980. Esta obra está inspirada en una entrevista que la autora realizó a un anciano que había conocido al general del Ejército Libertador Antonio Maceo en Mantua, la población donde finalizó su campaña invasora por la independencia de Cuba. Este libro recibió el Premio La Edad de Oro en 1980. La influencia de sus experiencias como periodista en su obra de ficción ha sido una constante a lo largo de su carrera literaria:

Gracias a la estrategia de subjetivizar la información mediante la urdimbre del lenguaje, cobraron vida autónoma los personajes ficticios de mis libros, inmersos en una atmósfera de connotaciones simbólicas cuya esencia partía de los hombres y mujeres que entrevisté en los rincones más remotos de Cuba y en los lugares más imprevisibles de otros países durante mis veinte años de periodismo activo.

El volumen de cuentos Niña del arpa, una de sus obras más destacadas en este género, se caracteriza por una mezcla de enfoques realistas y fantásticos entre los que no existe un límite definido.
"La prosa, muy ornamentada, es detallada en la descripción de la acción y ambigua en la descripción de los personajes y logra un efecto barroquizante y reminiscente del claro-oscuro. Cuando Olga Fernández decidió incursionar en el pasado colonial de nuestra historia, no se limitó a la mera reconstrucción de época donde han carenado buena parte de los intentos hechos por nuestra narrativa.(…) Afortunadamente, el viaje propuesto por Niña del arpa se dirige hacia las raíces de la cubanía. Es así como, más que una actualización del pasado, se produce una traslación de los temas tratados a una dimensión intemporal, y por ello mismo, de validez universal. (…) El plano más trabajado es sin duda el lenguaje. Ese tono refinado que transpiran los textos, su homogeneidad estilística. (…) Porque Olga Fernández –amante de la acción y atenta a los progresos de la tensión dramática-- gusta de sugerir más que de contar, y prefiere la pincelada suelta a la hora de dibujar a sus personajes”.
La escritora  Catherine Davis también ha resaltado la tendencia a abandonar el realismo por la fantasía, muy característica de las obras cubanas de los 80:

Aunque los cuentos [...] son históricos, evocan una extraña sensación de atemporalidad y magia. En cada historia, escritas en exquisita prosa, un objeto se convierte en el repositorio de una duración infinita, en contraste con la transcendente vida humana [...] Todas las historias insinúan la existencia de otra dimensión, otro mundo perpetuo, avistado por seres humanos (por lo general, mujeres) pero fuera de alcance excepto en la muerte.

Según Fernando Quiñones, escritor español, jurado del Premio “Casa de las Américas”,1988: “Esta obra (Niña del arpa) de Olga Fernández, para mí la mejor del certamen, quedó  solo a un punto del ganador y bien pudo quedar por delante de él. Su hermosura formal corre pareja con la de los argumentos, así como su sabia ambientación histórica con su buen equilibrio entre realismo y fantasía. Para cualquier lector latinoamericano o español (además y en mi caso, andaluz de Cádiz, puerto tan ligadísimo al vivir colonial de Cuba) la mayoría de estos relatos son difícilmente olvidables por muchas razones. También van a serlo, por otras, para el lector cubano, ya que dilatan toda una tradición narrativa nacional de hondas raíces y memorables flores y frutos”.

### Libros para niños y jóvenes
- 2011: Circo del Nuevo Mundo. Quito: Editorial Eskeletra.
- 1992: El abanderado. La Habana: Ed. Gente Nueva.
- 1991: Mi amigo José Martí. Caracas: Alfadil Ediciones.
- 1990: A la vanguardia, el General. La Habana: Ed. Gente Nueva.
- 1988: Con mi abuelo y sus amigos. La Habana: Ed. Gente Nueva.
- 1981:  Dos días con el General Antonio. La Habana: Ed. Gente Nueva.

### Cuentos
- 1990: La otra carga del capitán Montiel. La Habana: Ed. Letras Cubanas.
- 1988: Niña del arpa. La Habana: Ed. Unión.

### Ensayos
- 2003: Carpentier y Colón sin máscaras. El arpa y la sombra como ficción del Nuevo Mundo. (Inédito).
- 2002: Palabra, furia y razón. Sobre autores y personajes literarios. Quito: Ed. Abya –Yala.

### Artículos, entrevistas, crónicas  y reportajes
- 2005: Solo de música cubana (artículos, entrevistas y crónicas). Quito: Ed. Abya –Yala.
- 1995: Strings and Hide. La Habana: Editorial José Martí. Publicaciones en Lenguas Extranjeras.
- 1986: Las mujeres y el sentido del humor. La Habana: Editorial Letras Cubanas.
- 1984: En do mayor (entrevistas). La Habana: Ed.Universitaria. Universidad de La Habana.
- 1984: A pura guitarra y tambor (crónicas).  Santiago de Cuba: Ed. Oriente.
- 1982: Por esta independencia (artículos). La Habana: Ed. Universitaria. Universidad de La Habana.
- 1980: Los frutos de un mañana (reportajes), en colaboración con Agenor Martí. La Habana: Ed. Universitaria.Universidad de La Habana.

## Antologías
Su obra ha aparecido en las siguientes antologías
- 1996: Estatuas de sal
- 1993: Torturada Austria, Ed. Frauenverlag
- 2003: Cuentos fantásticos juveniles. Quito: Ed. Eskeletra.
- 2013: Detectives en acción (sobre la novela detectivesca). Quito: Acervo Editores.
- 2013: El lado oscuro del crimen (sobre la novela negra). Quito: Acervo Editores.

## Galardones
Entre 1980 y 1993 obtuvo catorce premios literarios y periodísticos, y 16 accésits.
- 1991: Premio Especial «La Rosa Blanca», otorgado anualmente en Cuba al mejor libro de literatura para niños y jóvenes, por A la vanguardia, el General.
- 1989: Premio en el concurso «La Edad de Oro» de literatura infantil, por el libro Mi amigo José Martí.
- 1989: Premio Especial «La Rosa Blanca», por Con mi abuelo y sus amigos.
- 1989: Diploma Centenario de «La Edad de Oro», otorgado por el Ministerio de  Cultura cubano a «aquellos creadores, promotores e instituciones culturales que han trabajado para los niños y jóvenes de manera sistemática, creadora y rigurosa» (6 de noviembre de 1989).
- 1988: Premio de Cuento en el concurso «26 de Julio» por el libro La otra carga del capitán Montiel.
- 1988: Primera Mención Cuento en el concurso «Casa de las Américas» por el libro Niña  del arpa.
- 1986: Premio en el concurso «La Edad de Oro» de Literatura infantil, por el libro A la vanguardia, el General.
- 1984: Premio Entrevista en el concurso «13 de Marzo» de la Universidad de La Habana por el libro En do mayor.
- 1983: Premio en el concurso «La Edad de Oro» de literatura infantil, por el libro Con mi  abuelo y sus amigos.
- 1982: Premio Artículo en el Concurso «13 de Marzo» de la Universidad de La Habana, por el libro Por esta independencia.
- 1982: Condecorada con la Medalla Raúl Gómez García por el Sindicato Nacional de Trabajadores de la Cultura de Cuba (SNTC).
- 1980:  Premio Reportaje en el concurso «13 de Marzo» de la Universidad de La  Habana, por el libro Los frutos de un mañana (en colaboración con Agenor Martí).
- 1980:  Premio en el concurso «La Edad de Oro» de Literatura infantil, por el libro Dos días con el General Antonio.
- 1964:  Condecorada con la Medalla de la Alfabetización por  el  Consejo de Estado de la República de Cuba.